# Cordón Adela
El cordón Adela es un cordón montañoso casi totalmente cubierto de hielo dentro de la zona en litigio entre Chile y Argentina en el campo de hielo patagónico sur.
Forma parte del parque nacional Bernardo O'Higgins en su lado chileno y del parque nacional Los Glaciares en su lado argentino, administrativamente se encuentra en la región de Magallanes y de la Antártica Chilena en su lado chileno y en la provincia de Santa Cruz en el argentino. Se encuentra a 2938 metros sobre el nivel del mar.
El glaciar Grande se descuelga del lado oriental del macizo montañoso. El macizo se encuentra al sur del cerro Torre, separado de éste por el Col de la Esperanza.
El 7 de febrero de 1958, Walter Bonatti y Carlo Mauri llegaron al Adela Central desde el canalón suroeste y luego la cumbre Sur; continuaron su travesía al sur subiendo el cerro Grande y punta Luca. El mismo día Cesare Maestri y Luciano Eccher ascendieron la cumbre Sur del Adela desde el sur logrando la primera repetición.
En 1988 los argentinos Eduardo Brenner y Silvia Fitzpatrick ascendieron el macizo caminando desde el Adela Sur hasta el Col de la Esperanza.

## Etimología
El explorador alemán Alfred Kölliker en su expedición de 1915-1916 lo denominó así en recuerdo de su madre.

## Montañas
Las siguientes montañas forman parte del cordón montañoso:
- Cerro Torre
- Cerro Adela Norte
- Cerro Adela Central
- Cerro Adela Sur
- Cerro Doblado
- Cerro Grande